# Río Morona
Der Río Morona ist ein 455 km langer linker Nebenfluss des Río Marañón in Ecuador und Peru. Einschließlich den Quellflüssen Río Cangaime und Río Macuma beträgt die Gesamtlänge 785 km.

## Flusslauf
Der Río Morona entsteht 4 km westlich von San José de Morona am Fuße eines subandinen Gebirgszugs am Zusammenfluss von Río Mangosiza und Río Cangaime. Er fließt in südsüdöstlicher Richtung entlang dem Westrand des Amazonasbeckens. Bei Flusskilometer 442 überquert die Fernstraße E40 (Santiago de Méndez–Puerto Morona) den Fluss. Dieser überquert bei Flusskilometer 435 die Grenze nach Peru und durchfließt anschließend die Provinz Datem del Marañón. Er weist dabei ein stark mäandrierendes  Verhalten auf mit zahlreichen Flussschlingen und Altarmen. Der Río Morona mündet schließlich in den Río Marañón, 116 km unterhalb des Durchbruchstals Pongo de Manseriche und 558 km oberhalb dessen Vereinigung mit dem Río Ucayali zum Amazonas.

## Einzugsgebiet und Hydrologie
Der Río Morona entwässert ein Areal von etwa 17.750 km². Davon liegen 6720 km² in Ecuador, 2720 km² innerhalb Ecuadors liegen auf Höhen über 500 m. Das Einzugsgebiet reicht im Norden bis auf 3,5 Kilometer an den Río Pastaza heran. Im Westen grenzt das Einzugsgebiet an das des Río Upano und an das des Río Santiago. Die Cordillera Kampankis bildet im Westen die Wasserscheide zum Río Santiago. Der mittlere Abfluss beträgt 1050 m³/s.

## Fischfauna
Zur Fischfauna des Río Morona gehört der Dreibinden-Panzerwels.